# Herb Rudnika nad Sanem
Herb Rudnika nad Sanem – jeden z symboli miasta Rudnik nad Sanem i gminy Rudnik nad Sanem w postaci herbu.

## Wygląd i symbolika
Herb przedstawia na tarczy dwudzielnej w słup w polu heraldycznie prawym błękitnym złoty krzyż na barku podkowy, pod nią strzała w słup grotem w dół; w polu lewym czerwonym połowę złotego łososia w słup, głową ku górze a grzbietem ku środkowi tarczy. Nad tarczą złota korona inkrustowana kamieniami i zwieńczona krzyżem.
Godło herbowe jest złożeniem herbów szlacheckich dawnych właścicieli miasta: Hołobok rodu Lipnickich i Dołęga rodu Ulińskich. 

## Historia

Herb obowiązujący do 1988 roku.

Rudnik jako miasto prywatne aż do XIX wieku nie posiadał własnego herbu, używano herbu aktualnych właścicieli z dodanym napisem sigillum oppidum Rudnyk. Najstarsza zachowana pieczęć miejska, z połowy XVI wieku, przedstawia herb Ciołek, z wizerunkiem byczka, którym pieczętował się ród Drzewickich. Od 1863 Rudnik jako miasto galicyjskie używał uproszczonego wariantu czteropolowego herbu Galicji i Lodomerii, z trzema złotymi koronami w pierwszym, tzw. „belką habsburską” w drugim oraz herbami  księstw: oświęcimskiego i zatorskiego w polach trzecim i czwartym. W 1988 roku Rada Narodowa Miasta i Gminy ustanowiła nowy wzór herbu autorstwa Zofii i Zdzisława Chmielów.